# Osnabruque

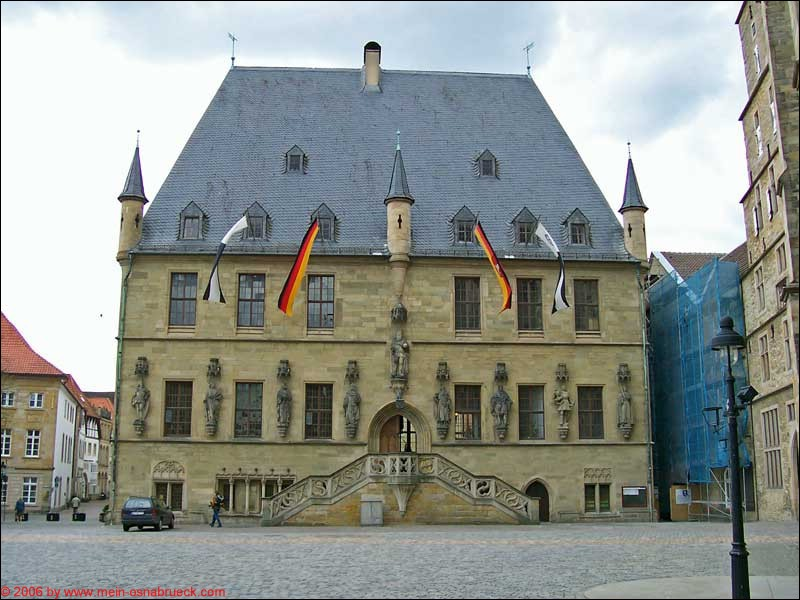
Câmara Municipal

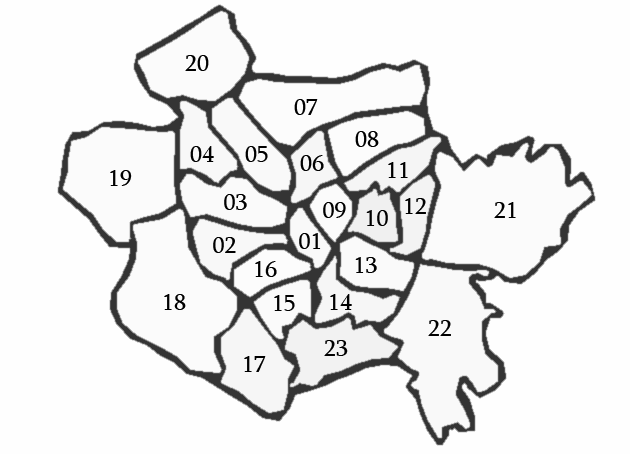
Subdistritos de Osnabruque

Osnabruque ou Osnabrück  (em alemão: Osnabrück) é a terceira maior cidade do estado federal alemão da Baixa Saxônia. Osnabruque se situa na parte sul do estado e se localiza a 114 km a oeste da capital, Hanôver.
Osnabruque é uma cidade independente (Kreisfreie Städte, ou distrito urbano: Stadtkreis), possuindo estatuto de distrito (kreis).

## História
A cidade foi fundada por volta de 780, por Carlos Magno. Foi nesta cidade que em 1644 se reuniram os representantes dos estados em guerra, católicos e protestantes, durante a Guerra dos Trinta Anos que, em 1648, assinaram os Tratados de Vestfália (Westfalia). Principais monumentos a Catedral dos sécs. XII-XIII e os paços do concelho, em estilo gótico (reconstruídos).

## Transportes
A cidade de Osnabruque é conectada pela A1, A30 e pela A33.

## Divisão administrativa
Osnabruque é dividida em 23 subdistritos:
| | | |
| - 01 - Innenstadt - 02 - Weststadt - 03 - Westerberg - 04 - Eversburg - 05 - Hafen - 06 - Sonnenhügel - 07 - Haste - 08 - Dodesheide | - 09 - Gartlage - 10 - Schinkel - 11 - Widukindland - 12 - Schinkel-Ost - 13 - Fledder - 14 - Schölerberg - 15 - Kalkhügel - 16 - Wüste | - 17 - Sutthausen - 18 - Hellern - 19 - Atter - 20 - Pye - 21 - Darum/Gretesch/Lüstringen - 22 - Voxtrup - 23 - Nahne |

## Atrações Culturais
- Museu Felix Nussbaum, num edifício arquitectado por Daniel Libeskind

## Cidades-irmãs
- Evansville, Estados Unidos
- Derby, Reino Unido
- Haarlem, Países Baixos
- Afula, Israel
- Tver, Rússia
- Angers, França
- Vila Real, Portugal